# مصطفى خان الشرواني
مصطفى خان الشرواني (الفارسية: مصطفی خان) كان آخر خان لشروان، حكم حتى عام 1820 م.

## السيرة
عاش مصطفى خان في عصر شهد الكثير من الاضطرابات السياسية. كان ذلك في عصر الحروب الروسية الإيرانية في القرن التاسع عشر، وهي الفترة التي استولى فيها الروس على أراضي القوقاز الإيرانية. وفي عام 1804، غزا الروس بقيادة الجنرال بافيل تسيتسيانوف مدينة غنجة الإيرانية ونهبوها، وقتلوا خانها وابنه، وبالتالي بدؤوا الحرب الروسية الإيرانية في الفترة من 1804 إلى 1813. وبعد أن "أظهر" تسيتسيانوف ما تستطيع روسيا فعله من حيث القوة والقدرة، حاول بعد ذلك إجبار الخانات الآخرين على الخضوع لروسيا عن طريق الترهيب والإغراء. ووعد خان كاراباخ إبراهيم خليل خان بـ"الحماية الروسية" وضمان بقاء الخانات في السلطة في مناطقهم، ووقع اتفاقية مع تسيتسيانوف في 26 أيار 1805 م. بعد مذبحة غنجة، طلب مصطفى خان المساعدة من الحكومة المركزية في طهران، من أجل منع تقدم تسيتسيانوف. ردت الحكومة بإرسال جيش بقيادة القائد بير قولي خان قاجار. ومع ذلك، عندما وصل القائد إلى سهل مغان، اكتشف أن مصطفى خان دخل في مفاوضات مع الروس. كان مصطفى خان يأمل أن يعترف الروس بخانية شروان "الموسعة" إلى حدود حكام الشروان في العصور الوسطى. على الرغم من أن مصطفى خان لم يكن مرتاحًا لاقتراح تسيتسيانوف، إلا أن الأخير هدد بأنه إذا لم يوافق على شروطه، فسوف يستبدل مصطفى بشقيقه الأصغر (الذي ورد أنه كان متحمسًا لذلك). على أية حال، غزا الروس خانية شروان، وفي 6 كانون الثاني 1806، أُجبر مصطفى خان على الاستسلام.
سُمح لمصطفى خان بإدارة الخانية، وكان عليه أن يدفع جزية سنوية بالروبلات الذهبية للروس. علاوة على ذلك، كان عليه أن يرسل الرهائن إلى تفليس (تبليسي)، التي ضمها الروس مؤخرًا وحولوها إلى "قاعدة" التاج الروسي في القوقاز. وأخيرًا، كان عليه أيضًا توفير الطعام والسكن للحاميات الروسية. بعد مقتل تسيتسيانوف في باكو عام 1806، تبرأ مصطفى خان من ولائه للروس، وأعاد تسليم نفسه للشاه.
تغيرت الأمور عندما تولى أليكسي يرمولوف منصبه كقائد أعلى للقوات الروسية في القوقاز، في عام 1816. كان يرمولوف إمبرياليًا روسيًا قويًا، وكان ملتزمًا بإخضاع منطقة القوقاز بأكملها للسيطرة الروسية. كان يريد إقامة نهر آراس كحدود بين إيران وروسيا بأي ثمن، ولذلك كان مصممًا على غزو آخر الخانات المتبقية تحت الحكم الإيراني؛ وهما خانية إيريفان وخانية نخجوان. عندما تُوفي إسماعيل خان شكي في عام 1819 دون أن يكون له وريث، ضم يرمولوف الكيان. أدرك مصطفى خان ما سيحدث له، ففر إلى البر الإيراني في عام 1820 مع ابنه؛ ولم يهدر يرمولوف أي وقت لضم خانية شروان.
وبعد عدة سنوات، وفي انتهاك لمعاهدة جولستان (1813)، غزا الروس خانية يريفان في إيران. وقد أشعل هذا فتيل الحرب الأخيرة بين الطرفين، وهي الحرب الروسية الفارسية في الفترة من 1826 إلى 1828. قاد ولي العهد عباس ميرزا هجومًا واسع النطاق في صيف عام 1826 بهدف استعادة الأراضي الإيرانية التي فقدتها بموجب معاهدة جولستان. بدأت الحرب بشكل جيد بالنسبة للإيرانيين؛ حيث استعادوا بسرعة غنجة وشروان وشكي وغيرها، ونفذوا هجمات على تفليس. ثم أعادت الحكومة مصطفى إلى شروان. لكن بعد بضعة أشهر فقط، انقلبت الأمور تمامًا، حيث عانى الجيش الإيراني من هزائم حاسمة أمام الروس المتفوقين عسكريًّا. في أيلزل 1826، هُزم عباس ميرزا في غنجة على يد إيفان باسكيفيتش، وبالتالي اضطر الجيش إلى التراجع إلى أراس. فر مصطفى خان مرة أخرى برفقة حاشية صغيرة إلى البر الإيراني.